# Prince Fielder

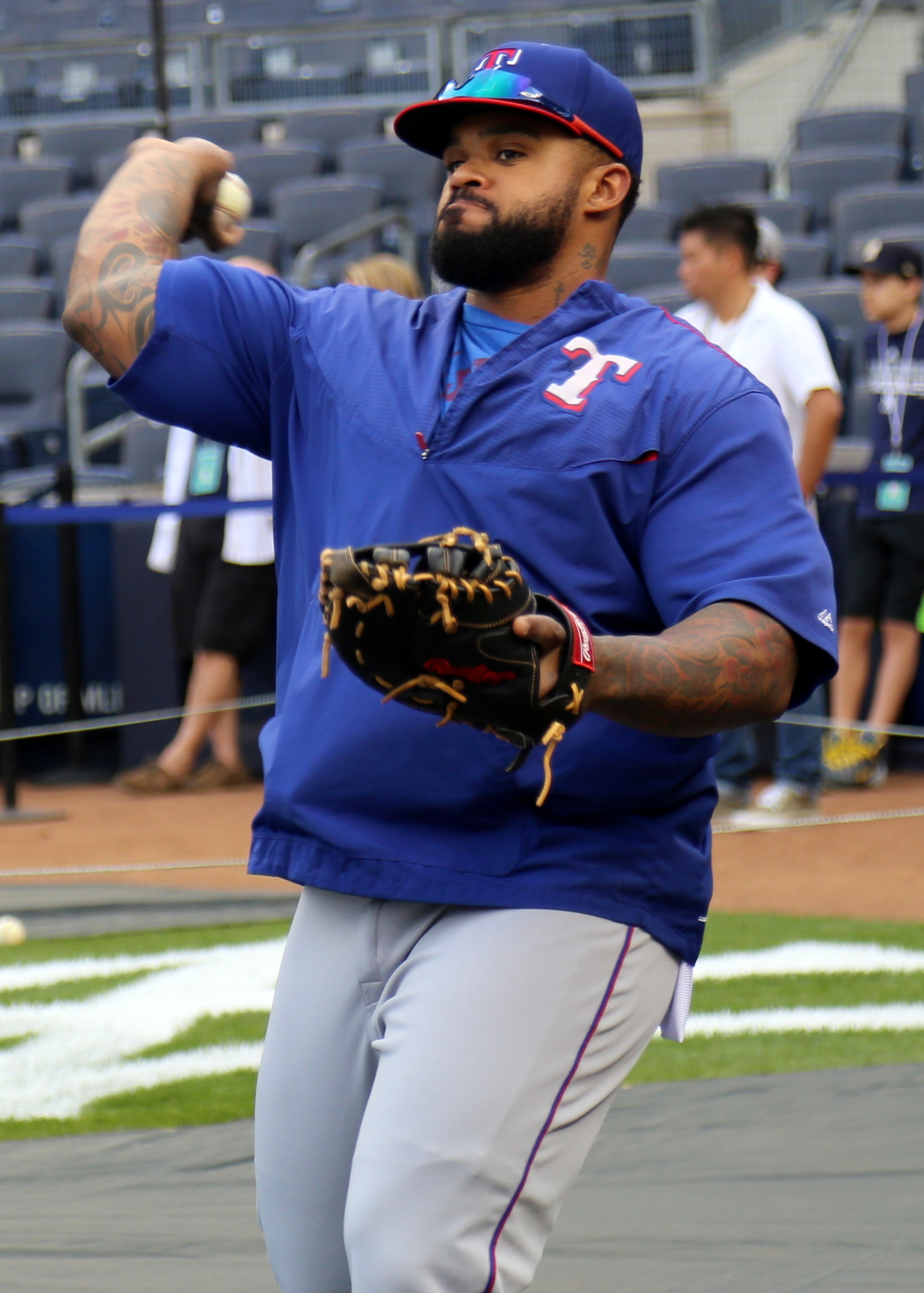
Prince Fielder, 2015.

Prince Semien Fielder, född 9 maj 1984 i Ontario i Kalifornien, är en amerikansk före detta professionell basebollspelare som spelade som förstabasman för Milwaukee Brewers, Detroit Tigers och Texas Rangers i Major League Baseball (MLB) mellan 2005 och 2016.
Han blev draftad av Milwaukee Brewers i 2002 års MLB-draft.
Fielder vann tre Silver Slugger Award.